# Haaf Gruney
Haaf Gruney est une île des Shetland.